# Canton de Bordères-Louron
Le canton de Bordères-Louron est un ancien canton français situé dans le département des Hautes-Pyrénées.

## Géographie
Le canton correspond à la vallée du Louron, orientée sud-nord, parcourue par la Neste du Louron.
Il communique avec la vallée d'Aure par le col d'Azet (1 580 m) et avec la vallée du Larboust par le col de Peyresourde (1 569 m).
Il culmine au Pic des Gourgs blancs à 3 129 m. La vallée est également dominée par le Pic Schrader (3 171 m) mais ce sommet est situé en territoire espagnol, la frontière s'éloignant légèrement de la ligne de crête à cet endroit.

### Cantons limitrophes
| Arreau              |                           | Mauléon-Barousse     |
| Vielle-Aure         | Canton de Bordères-Louron | Bagnères-de-Luchon   |
| Sobrarbe ( Espagne) |                           | Ribagorza ( Espagne) |

## Composition
Le canton  rassemblait les 15 communes suivantes :
| Nom                          | Code Insee | Intercommunalité          | Superficie (km2) | Population (dernière pop. légale) | Densité (hab./km2) |
| ---------------------------- | ---------- | ------------------------- | ---------------- | --------------------------------- | ------------------ |
| Bordères-Louron (chef-lieu)  | 65099      | CC Aure Louron            | 17,41            | 176 (2014)                        | 10                 |
| Adervielle-Pouchergues       | 65003      | CC Aure Louron            | 9,14             | 124 (2014)                        | 14                 |
| Armenteule                   | 65027      | CC de la Vallée du Louron | 0,71             | 55 (2013)                         | 77                 |
| Avajan                       | 65050      | CC Aure Louron            | 3,29             | 66 (2014)                         | 20                 |
| Bareilles                    | 65064      | CC Aure Louron            | 20,84            | 55 (2014)                         | 2,6                |
| Cazaux-Debat                 | 65140      | CC Aure Louron            | 1,48             | 26 (2014)                         | 18                 |
| Cazaux-Fréchet-Anéran-Camors | 65141      | CC Aure Louron            | 12,35            | 52 (2014)                         | 4,2                |
| Estarvielle                  | 65171      | CC Aure Louron            | 0,82             | 27 (2014)                         | 33                 |
| Génos                        | 65195      | CC Aure Louron            | 23,63            | 157 (2014)                        | 6,6                |
| Germ                         | 65199      | CC Aure Louron            | 12,55            | 41 (2014)                         | 3,3                |
| Loudenvielle                 | 65282      | CC Aure Louron            | 43,36            | 278 (2014)                        | 6,4                |
| Loudervielle                 | 65283      | CC Aure Louron            | 5,39             | 58 (2014)                         | 11                 |
| Mont                         | 65317      | CC Aure Louron            | 8,41             | 47 (2014)                         | 5,6                |
| Ris                          | 65379      | CC Aure Louron            | 1,89             | 16 (2014)                         | 8,5                |
| Vielle-Louron                | 65466      | CC Aure Louron            | 2,89             | 85 (2014)                         | 29                 |

## Représentation

### Conseillers généraux de 1833 à 2015
| Période | Période      | Identité                           | Étiquette               | Qualité |
| ------- | ------------ | ---------------------------------- | ----------------------- | --- |
| 1833    | 1839         | Jean-Pierre Gertoux (1798-1855)    |                         | Négociant, filateur, exploitant forestier Propriétaire à Arreau                                                                                                 |
| 1839    | 1846 (décès) | Jacques Ferras (1772-1846)         |                         | Propriétaire et négociant, Arreau |
| 1847    | 1848         | Jean-Dominique Laguens (1798-1864) |                         | Avocat et magistrat, propriétaire à Bagnères-de-Bigorre |
| 1848    | 1852         | Tiburce Féraud (1821-1902)         | Conservateur orléaniste | Propriétaire à Arreau Membre du Conseil d'État |
| 1852    | 1867 (décès) | Guillaume Viarrieu (1809-1867)     | Bonapartiste            | Médecin à Bordères |
| 1867    | 1871         | Siméon Oustalet (1836-1905)        |                         | Ancien commandant des francs-tireurs des Hautes-Pyrénées Avocat à Pau                                                                                           |
| 1871    | 1880         | Sernin Fontan                      | Droite                  | Médecin à Arreau Maire d'Arreau |
| 1880    | 1919         | Gustave Abadie                     | Républicain             | Avocat au barreau de Bagnères-de-Bigorre Conseiller municipal de Bagnères-de-Bigorre (1873-1898) Président du Conseil Général (1893-1901)                       |
| 1919    | 1940         | Louis Aubiran                      | Rad.                    | Médecin Maire d'Arreau (1927-1935) |
|         |              |                                    |                         | |
| 1945    | 1955         | Raymond de Benque                  | Rad.                    | Agriculteur Maire d'Adervielle |
| 1955    | 1970 (décès) | Félix Rogé                         | DVD                     | Vétérinaire Maire de Vielle-Louron |
| 1970    | 1985         | Henri Liroulet                     | CIR puis PS             | Fonctionnaire aux Ponts et Chaussées Maire de Bordères-Louron                                                                                                   |
| 1985    | 2015         | Michel Pélieu                      | DVG puis PRG            | Conducteur des travaux publics Maire de Loudenvielle jusqu'en 2011 Président du Conseil Général (2011-2015) Elu en 2015 dans le Canton de Neste, Aure et Louron |

sources : Les conseillers généraux des Hautes-Pyrénées 1800-2007, dictionnaire biographique, Archives départementales de Tarbes

### Conseillers d'arrondissement (de 1833 à 1940)
| Période                                  | Période      | Identité                 | Étiquette | Qualité |
| ---------------------------------------- | ------------ | ------------------------ | --------- | --- |
| 1833                                     | 1842 (décès) | Michel Soulé (1783-1842) |           | Juge de paix à Bordères-Louron, propriétaire à Pouchergues                                                  |
| 1842                                     | 1848         | Maxime Gertoux           |           | Juge de paix, propriétaire à Vielle                                                                         |
|                                          |              |                          |           | |
|                                          | 1893 (décès) | Thomas Calamun           |           | Négociant à Arreau                                                                                          |
|                                          |              |                          |           | |
| 1919                                     | 1925         | Jean-Marie Capcarrère    |           | Maire de Loudervielle                                                                                       |
| 1925                                     |              | François Moulor          | Rad.      | Maire de Pouchergues                                                                                        |
|                                          | 1940         | M. Soulé-Tholy           | Rad.      | Maire de Pouchergues                                                                                        |
| 1940                                     |              |                          |           | Les conseils d'arrondissement ont été suspendus par la loi du 12 octobre 1940 et n'ont jamais été réactivés |
| Les données manquantes sont à compléter. |              |                          |           | |